# Nasica
Nasica is een geslacht van zangvogels uit de familie ovenvogels (Furnariidae). De enige soort is:
- Nasica longirostris – Langsnavelmuisspecht